# Oingo Boingo
Oingo Boingo waren eine amerikanische New-Wave-Band aus Los Angeles, die von 1978 bis 1995 existierte. Gründer und Leiter der Band war der heutige Filmkomponist Danny Elfman.

## Bandbiografie
Oingo Boingo hatten ihren Ursprung in der Avantgarde-Musikertruppe The Mystic Knights of the Oingo Boingo, welche 1972 von Danny Elfmans älterem Bruder Richard gegründet wurde. Die Mystic Knights waren ein bis zu 20-köpfiges Ensemble mit einer verrückten Liveshow, in der die Mitglieder bizarr geschminkt und kostümiert auftraten. Die Truppe spielte hauptsächlich Kammermusik und alte Jazzklassiker aus den 1920er und 1930er Jahren wie beispielsweise von Cab Calloway, aber auch einige Eigenkompositionen. Ein weiteres Markenzeichen der Band waren auch die von Saxophonist Leon Schneiderman selbst konstruierten Percussion-Instrumente. In den späten Siebzigern begann Richard Elfman sich mehr für Regiearbeit zu interessieren und übergab Danny die Leitung der Band. Für Richard Elfmans No-Budget-Kultfilm Forbidden Zone spielten die Mystic Knights den Original-Soundtrack ein.
Danny hatte von der komplizierten Aufgabe, die riesige Band mitsamt ihrer pompösen Show zu leiten, bald genug, und formte mit einigen anderen langjährigen Mystic-Knights-Mitgliedern wie Steve Bartek und Leon Schneiderman eine achtköpfige Rockband, die er in Anlehnung an ihre Vorgängerband einfach nur Oingo Boingo nannte. 1980 veröffentlichten Oingo Boingo ihre Demo EP und ein Jahr später ihr erstes Album Only a Lad. In den folgenden Jahren erschienen viele weitere Alben, und die Band tauchte auf diversen Film-Soundtracks auf, am bekanntesten hierbei ist ihr 1985er Titelsong für den Spielfilm und die Fernsehserie L.I.S.A. – Der helle Wahnsinn („Weird Science“). Zur Tradition wurden außerdem die jährlichen Halloween-Konzerte, die die Band im Irvine Meadows Amphitheater in Hollywood gab.
Anfang der 1990er wurde es etwas ruhiger um die Band, da Elfmans zweite Karriere als Filmkomponist immer größer wurde. Das 1990 erschienene Album Dark at the End of the Tunnel zeigte die Band von einer ungewöhnlich ruhigen und ernsten Seite. 1994 verkürzte Elfman den Namen der Band erneut auf Boingo, und die Band brachte ein extrem gitarrenlastiges und rockiges Album heraus, welches den Einsatz von Keyboards und Bläsersatz extrem minimierte.
1995 beschloss Elfman, die Band aufzulösen, weil es „der richtige Zeitpunkt dafür war“. Die Band, wieder zu ihrem ursprünglichen Namen Oingo Boingo zurückgekehrt, verabschiedete sich nach einer letzten Tournee mit einem vierstündigen Abschiedskonzert im Irvine Meadows Amphitheater.
Seit 2005 treffen sich die Boingo-Mitglieder Steve Bartek, John Avila, Sam Phipps und Carl Graves unter Leitung von Schlagzeuger Johnny Hernandez jedes Halloween wieder in Los Angeles, um dort für Boingo-Fans die alten Klassiker zu spielen und die Tradition der Halloween-Konzerte fortzusetzen. Anfänglich unter dem Namen "Johnny Vatos' Boingo Dance Party", treten sie mittlerweile als "Oingo Boingo Former Members" gemeinsam auf. Die übrigen Boingo-Mitglieder werden hierbei von anderen Musikern ersetzt; auch Danny Elfman, der aufgrund eines Hörschadens nicht mehr auftreten möchte.

## Besetzung

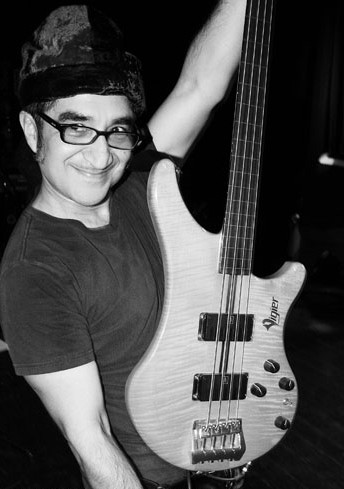
John Avila

- Danny Elfman – Lead Vocals, Rhythmus-Gitarre, Percussion *
- Steve Bartek – Lead-Gitarre, Background Vocals *
- Kerry Hatch – Bass, Background Vocals (1978 bis 1984) *
- John Avila – Bass, Background Vocals (ab 1984)
- Johnny „Vatos“ Hernandez – Schlagzeug *
- Richard "Ribbs" Gibbs – Keyboards (1980 bis 1984)
- Mike Bacich – Keyboards (1985 bis 1987)
- Carl Graves – Keyboards, Background Vocals (1987 bis 1993)
- Leon Schneiderman – Alt- und Bariton-Saxophon, Percussion *
- Sam "Sluggo" Phipps – Sopran- und Tenor-Saxophon, Klarinette *
- Dale Turner – Trompete, Posaune *
- Warren Fitzgerald – Rhythmus-Gitarre, Lead-Gitarre (1993 bis 1995)

* Ebenfalls Mitglied der Mystic Knights of the Oingo Boingo
Inoffizielle Mitglieder:
- Bruce Fowler – Posaune (1985 bis 1994) (nur als Studiomusiker)
- Marc Mann – Keyboards (1993 bis 1995)
- Doug Lacy – Akkordeon, Percussion (1993 bis 1995)
- Katurah Clarke – Percussion (1993 bis 1995)  (nur Live)

## Diskografie

### Studioalben
| Jahr | Titel                         | Höchstplatzierung, Gesamtwochen, AuszeichnungChartsChartplatzierungen (Jahr, Titel, Platzierungen, Wochen, Auszeichnungen, Anmerkungen) | Anmerkungen |
| Jahr | Titel                         | US | Anmerkungen |
| ---- | ----------------------------- | --- | ----------- |
| 1980 | Oingo Boingo                  | US163 (5 Wo.)US | EP          |
| 1981 | Only a Lad                    | US172 (5 Wo.)US |             |
| 1982 | Nothing To Fear               | US148 (9 Wo.)US |             |
| 1983 | Good For Your Soul            | US144 (7 Wo.)US |             |
| 1985 | Dead Man’s Party              | US98 Gold · (16 Wo.)US |             |
| 1987 | Boi-ngo                       | US77 (16 Wo.)US |             |
| 1990 | Dark at The End of the Tunnel | US72 (14 Wo.)US |             |
| 1994 | Boingo                        | US71 (3 Wo.)US |             |

Weitere Studioalben
- So-Lo (1984) (Von Oingo Boingo aufgenommen, wurde aber auf Drängen der neuen Plattenfirma MCA als Danny Elfman-Soloalbum veröffentlicht)

### Livealben
| Jahr | Titel        | Höchstplatzierung, Gesamtwochen, AuszeichnungChartsChartplatzierungen (Jahr, Titel, Platzierungen, Wochen, Auszeichnungen, Anmerkungen) | Anmerkungen |
| Jahr | Titel        | US | Anmerkungen |
| ---- | ------------ | --- | ----------- |
| 1988 | Boingo Alive | US90 (11 Wo.)US |             |
| 1995 | Farewell     | US188 (1 Wo.)US |             |

### Kompilationen
| Jahr | Titel                                             | Höchstplatzierung, Gesamtwochen, AuszeichnungChartsChartplatzierungen (Jahr, Titel, Platzierungen, Wochen, Auszeichnungen, Anmerkungen) | Anmerkungen   |
| Jahr | Titel                                             | US | Anmerkungen   |
| ---- | ------------------------------------------------- | --- | ------------- |
| 1980 | Skeletons in the Closet: The Best of Oingo Boingo | US150 (6 Wo.)US | Best-of-Album |

Weitere Kompilationen
- Best o’ Boingo (1992)

### Singles (Auswahl)
| Jahr | Titel Album                       | Höchstplatzierung, Gesamtwochen, AuszeichnungChartsChartplatzierungen (Jahr, Titel, Album, Platzierungen, Wochen, Auszeichnungen, Anmerkungen) | Anmerkungen                      |
| Jahr | Titel Album                       | US | Anmerkungen                      |
| ---- | --------------------------------- | --- | -------------------------------- |
| 1985 | Weird Science Dead Man’s Party    | US45 (12 Wo.)US | Split-Single mit Ira & the Geeks |
| 1986 | Just Another Day Dead Man’s Party | US85 (4 Wo.)US |                                  |

Weitere Singles
- Only a Lad/Ain’t This the Life (1981)
- Private Life/Wild Sex (1982)